# Sicken ärta
Sicken Ärta är en teateruppsättning som spelades på Fredriksdalsteatern i Helsingborg sommaren 1998. Pjäsen är en omarbetning av den amerikanska musikalen Once Upon a Mattress vilken i sin tur bygger på HC Andersens Prinsessan på ärten. Översättningen stod Åke Cato och Mikael Neumann för. Den regisserades av Hans Bergström. Pjäsen skiljer sig från andra Fredriksdalsproduktioner då den inte sändes i SVT på trettondagsafton. 

## Medverkande
- Eva Rydberg - Prinsessan Knud Hilde
- Lasse Brandeby - Prins Bengt
- Ewa Roos - Drottningen
- Fredy Jönsson - Kungen
- Håkan Mohede - Trollkarlen
- Mia Poppe - Prinsessan Bimbo
- Birgitta Rydberg (då Birgitta Johansson) - Prinsessan Barbro

## Övriga medverkande
- Översättning - Åke Cato och Mikael Neuman
- Kompositör - Margareta Nilsson
- Regi - Hans Bergström
- Koreografi - Svend Bunch
- Scenografi - Ingemar Wiberg
- Kostymdesign - Görel Engstrand